# 트로이 (디스크자키)
트로이는 대한민국의 DJ다.

## 방송
- WET! (2023)

## 음반
- 춤추는 사람들 Vol.5 (2021)
- Maybe (2021)
- 이 비가 (2023)